# Gyrostoma
Gyrostoma is een geslacht van zeeanemonen uit de familie van de Actiniidae.

## Soorten
- Gyrostoma dubium Carlgren, 1900
- Gyrostoma dysancritum Pax, 1907
- Gyrostoma euchlorum (Hemprich & Ehrenberg in Ehrenberg, 1834)
- Gyrostoma incertum McMurrich, 1904
- Gyrostoma inequale (McMurrich, 1893)
- Gyrostoma monodi Carlgren, 1927
- Gyrostoma sanctithomae Pax, 1910
- Gyrostoma selkirkii McMurrich, 1904
- Gyrostoma stimpsonii (Fewkes, 1889)
- Gyrostoma triste Carlgren, 1900
- Gyrostoma tulearense Pax, 1909